# Elslack

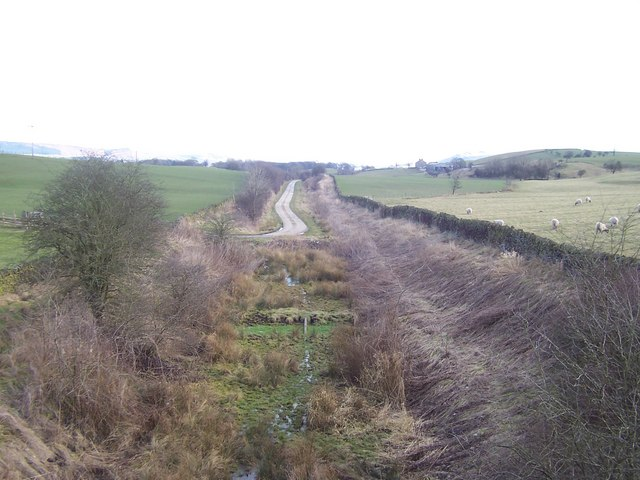
Ferrocarril en desuso, cerca de Elslack

Elslack es un poblado del distrito de Craven, en North Yorkshire, Inglaterra, cercano a Lancashire.
Es conocida por haber estado ubicado en su territorio el poblado de Olicana, de la tribu de los brigantes, y un fuerte romano posterior en el sitio del Wharfe del que se conservan restos del muro perimetral. En el museo local se preservan también estelas funerarias y piedras del muro.